# Günter Beer
Günter Beer (* 21. November 1926 in Frankfurt am Main; † 17. Februar 2012) war ein deutscher Motorradrennfahrer.

## Karriere
Günter Beer kam 1954 auf einer 250-cm³-Adler beim Feldbergrennen, das damals international sehr stark besetzt war, als Sechster ins Ziel. Dennoch ahnte niemand, dass hier ein zukünftiger fünffacher Deutschen Meister seinen ersten Erfolg feierte. 1958 war Beer auf Adler WM-Neunter der 250-cm³-Klasse mit vierten Plätzen beim Grand Prix von Schweden in Hedemora und beim Großen Preis der Nationen in Monza. In den Jahren 1957 bis 1966 belegte Beer elfmal die Plätze vier, fünf und sechs bei WM-Läufen. Zwischen 1962 und 1966 gewann er fünfmal die Deutsche Straßenmeisterschaft der 250-cm³-Klasse. 1964 gelang ihm neben den drei unten genannten Siegen noch der zweite Platz auf dem Nürburgring hinter dem dreifachen Weltmeister Luigi Taveri aus der Schweiz (Honda).
In den Winterpausen war Günter Beer als Skilehrer in Zürs am Arlberg tätig und konnte deshalb stets durchtrainiert in die neue Rennsaison starten.
Nach seiner Motorradsport-Karriere wurde Günter Beer Geschäftsführer des Wintersportzentrums in Sankt Andreasberg im Harz. Er betrieb vier Skilifte und setzte moderne Planierraupen und Schneekanonen am Matthias-Schmidt-Berg, dem 700 m hohen Hausberg von St. Andreasberg, ein.
Günter Beer starb am 17. Februar 2012 an den Folgen eines Schlaganfalls.

## Statistik

### Erfolge
- 1962 – Deutscher 250-cm³-Meister auf Honda
- 1963 – Deutscher 250-cm³-Meister auf Honda
- 1964 – Deutscher 250-cm³-Meister auf Honda
- 1965 – Deutscher 250-cm³-Meister auf Honda
- 1966 – Deutscher 250-cm³-Meister auf Honda

### Rennsiege
| Jahr | Klasse  | Maschine | Rennen                                  | Strecke               |
| ---- | ------- | -------- | --------------------------------------- | --------------------- |
| 1957 | 250 cm³ | Adler    |                                         | Zandvoort             |
| 1959 | 250 cm³ | Adler    |                                         | Zandvoort             |
| 1960 | 250 cm³ | MZ       | Grand Prix des Frontières               | Chimay                |
| 1960 | 250 cm³ | Adler    | Grand Trophy de l'Entre-Sambre-et-Meuse | Circuit Jules Tacheny |
| 1960 | 250 cm³ | Adler    | Circuit de Tubbergen                    | Tubbergen             |
| 1961 | 250 cm³ | Adler    | Circuit de Tubbergen                    | Tubbergen             |
| 1962 | 250 cm³ | Adler    | Prijs van Vlaanderen                    | Beveren-Waas          |
| 1962 | 250 cm³ | Honda    | Schauinsland-Bergrennen                 | Schauinsland          |
| 1963 | 250 cm³ | Honda    | Schauinsland-Bergrennen                 | Schauinsland          |
| 1963 | 250 cm³ | Adler    | Circuit de Tubbergen                    | Tubbergen             |
| 1964 | 250 cm³ | Honda    | AVUS-Rennen                             | AVUS                  |
| 1964 | 250 cm³ | Honda    | Trophy de l'Entre-Sambre-et-Meuse       | Circuit Jules Tacheny |
| 1964 | 250 cm³ | Honda    | Schauinsland-Bergrennen                 | Schauinsland          |
| 1966 | 350 cm³ | Honda    | AVUS-Rennen                             | AVUS                  |